# 7324 Карре
7324 Карре (7324 Carret) — астероїд головного поясу, відкритий 31 січня 1981 року.
Тіссеранів параметр щодо Юпітера — 3,456.